# Thinking of Home
Thinking of Home è un album di Hank Mobley, pubblicato dalla Blue Note Records nel 1980. I brani furono registrati il 31 luglio del 1970 al Van Gelder Studio di Englewood Cliffs, New Jersey (Stati Uniti).

## Tracce
Lato A
1. Suite – 10:04 (Hank Mobley)
2. Justine – 13:02 (Hank Mobley)

Lato B
1. You Gotta Hit It – 5:32 (Hank Mobley)
2. Gayle's Groove – 5:31 (Mickey Bass)
3. Talk About Gittin' It – 8:38 (Hank Mobley)

## Musicisti
- Hank Mobley - sassofono tenore
- Woody Shaw - tromba
- Cedar Walton - pianoforte
- Eddie Diehl - chitarra
- Mickey Bass - contrabbasso
- Leroy Williams - batteria